# Sam Keletaona
Sam Keletaona ou Samu Keletaona est un chef futunien, roi de Sigave dans les années 1840 et temporairement roi de l'île de Futuna en 1842.

## Biographie

### Années 1830
Sam Keletaona embarque sur plusieurs navires européens qui circulent en Polynésie au début du XIXe siècle, ce qui lui permet d'apprendre l'anglais. Il devient alors un intermédiaire privilégié pour les occidentaux, notamment les missionnaires et les marins français qui viennent à Wallis et à Futuna.
En 1837, il aide ainsi le missionnaire français Pierre Chanel et son compagnon le frère Marie-Nizier Delorme qui débarquent à Futuna pour évangéliser la population. Keletaona introduit Chanel auprès de Niuliki, souverain du royaume coutumier d'Alo et devient l'un des premiers Futuniens à se convertir au catholicisme.
Le 10 août 1839, les royaumes d'Alo et de Sigave s'opposent lors de la Guerre du Vai. Keletaona combat avec les guerriers de Sigave, mais ils sont vaincus par ceux d'Alo, menés par Niuliki.
Le 28 avril 1841, Pierre Chanel est assassiné par Musumusu, gendre de Niuliki, sur fond de conflits politiques entre Niuliki et son fils. Sam Keletaona quitte alors Futuna.

### Roi de Futuna (1842)
En janvier 1842, Keletaona revient à Futuna à bord de l'Allier avec l'évêque Philippe Viard et les pères maristes, venus récupérer la dépouille de Pierre Chanel. Il en profite pour se proclamer dirigeant du royaume de Sigave.
À la mort de Niuliki, roi d'Alo, en 1842, un conflit de succession éclate pour savoir qui sera à la tête du royaume d'Alo. Musumusu est nommé roi, avant que le fils de Niuliki, Meitala, n'obtienne finalement ce titre.
En juin 1842, d'autres missionnaires catholiques arrivent à Futuna : l'évêque Jean-Baptiste Pompallier, accompagné des pères maristes Catherin Servant, François Roulleaux-Dubignon et Marie Nizier. Avec eux se trouvent le roi de Wallis, Soane Patita Vaimua, et deux cent wallisiens convertis au catholicisme. Durant les dix jours pendant lesquels Pompallier reste à Futuna, il baptiste Sam Keletaona (sous le nom de Petelo, Pierre), sa femme et sa fille.
Sam Keletaona est soutenu par les missionnaires catholiques, notamment l'évêque Jean-Baptiste Pompallier. Alors qu'une partie de la population futunienne s'est convertie à la nouvelle religion catholique, les pères maristes souhaitent qu'une seule personne soit roi de Futuna pour mieux contrôler la population. Sam Keletaona, baptisé sous le nom de Petelo (Pierre), est nommé roi de Futuna sous l'influence de l'évêque Pompallier. Keletaona est intronisé en tant que roi de tout Futuna et installe sa résidence à la frontière entre les deux royaumes, à Fugatoga. Toutefois, indique l'historien Frédéric Angleviel, « cette décision unilatérale d'une autorité spirituelle encore mal établie ne suffit pas à assurer au nouveau monarque la stabilité nécessaire » et Keletaona est contesté.
Certains habitants d'Alo sont baptisés, d'autres gardent leurs croyances pré-chrétiennes ; ils refusent de reconnaître l'autorité de Keletaona. « les habitants d'Alo multiplient donc les actions contre le roi et l'autorité temporelle des missionnaires ». En janvier 1843, les habitants d'Alo se réconcilient avec les missionnaires. Sione Tugahala, un guerrier wallisien, s'oppose à Keletaona, mais finit par perdre tout soutien auprès de la population. Ayant abandonné l'espoir de devenir roi de Sigave, Tugahala part avec Musumusu à Wallis le 14 mai 1843 à bord d'un baleinier.
En décembre 1843, une corvette française débarque à Futuna avec l'évêque Guillaume Douarre ; à cette occasion, Keletaona déjeune avec Meitala, fils de Niuliki, et accepte d'abandonner le royaume d'Alo en échange d'une demande de protectorat formulée au commandant français. Keletaona se retire à Sigave. Alors que Musumusu est d'abord envisagé pour diriger Alo, les chefs Aliki se mettent d'accord pour désigner Meitala, le fils de Niuliki, qui devient roi d'Alo (Tu'i Agaifo). La tradition orale d'Alo, celle de Sigave et les sources écrites des pères maristes donnent trois versions différentes des circonstances de l'évènement : d'après Alo, c'est Musumusu qui va voir Keletaona, et ce dernier s'enfuit à son arrivée ; d'après Sigave, c'est au contraire la chefferie d'Alo qui rend visite au souverain Keletaona, et ce dernier, avec les chefs de Sigave, accepte de rendre la royauté d'Alo à condition de Meitala obtienne le titre ; enfin, d'après les écrits des missionnaires, c'est le vicaire apostolique qui va voir les chefs d'Alo pour leur suggérer d'élire Meitala.

### Roi de Sigave et fin de vie
Après avoir perdu le contrôle d'Alo, Sam Keletaona cesse de soutenir les missionnaires. Il cherche à garder tous les pouvoirs et change d'attitude envers eux. Les archéologues Daniel Frimigacci et Bernard Vienne notent que Sam Keletaona « déplaisait de plus en plus à la Mission (...) [qui] mit tout en oeuvre pour retourner les chefs contre lui ». Fasio, fils du roi Vanai tué en 1839 lors de la guerre de Vai, cherche à renverser Keletaona. Il recueille le soutien des missionnaires et de différents chefs de Sigave. Keletaona, « déjà âgé » et sachant qu'il ne sortirait pas vainqueur d'un affrontement armé, abdique. Fasio est intronisé Tu'i Sigave le 3 juin 1851. Son accession au pouvoir marque le début d'une alternance du pouvoir entre les clans Vanai et Keletaona.
Sam Keletaona quitte Futuna en juin 1851 et meurt assassiné aux Fidji vers 1851. Il est enterré à Tikopia.